# Keith Ablow
Keith Ablow, né le 23 novembre 1961 à Marblehead, dans le Massachusetts, est un psychiatre et un écrivain américain, auteur de roman policier.

## Biographie
Fils de parents juifs, il fait ses études supérieures à l'université Brown, où il obtient en 1983 un baccalauréat universitaire en neurosciences. En 1987, il décroche un doctorat en médecine de l'université Johns-Hopkins. Il occupe ensuite d'importants postes de direction dans le milieu médical de Boston.
Alors qu'il est étudiant en médecine, il s'intéresse à l'écriture et travaille comme reporter pour Newsweek et signe des articles pour le Washington Post. le Baltimore Sun et le USA Today. Après l'obtention de ses diplômes, il multiplie les articles et les chroniques dans les journaux où il a déjà signé des artlcles, mais également dans le New York Times et le U.S. News & World Report. Il fait aussi des apparitions remarquées à la télévision américaine, notamment au The Oprah Winfrey Show puis plus tard sur la chaîne Fox News où il devient un chroniqueur régulier.
En 1998, il publie le premier d'une série de six romans policiers ayant pour héros le psychiatre légiste Frank Clevenger, dont les enquêtes se déroulent au Massachusetts. 
En mai 2019 sa licence médicale est suspendue par le Massachusetts Board of Registration in Medicine, le conseil ayant conclu qu'Ablow représentait « menace immédiate et grave pour la santé, la sécurité et le bien-être publics » et alléguant qu'il avait eu des comportements sexuels et contraires à l'éthique envers des patients. 

## Œuvre

### Romans

#### SérieFrank Clevenger
- Denial (1998) Publié en français sous le titre L'Amour à mort, Le Grand livre du mois (1998)  (ISBN 2-7028-3077-3), Payot & Rivages, coll. « Payot suspense » (1999)  (ISBN 2-228-89205-X), réédition Payot & Rivages, coll. « Payot suspense » (2002)  (ISBN 2-228-89667-5), réédition Pocket, coll. « Presses-Pocket » no 13107 (2009)  (ISBN 978-2-266-16606-5)
- Projection (1999) Publié en français sous le titre Psycho killer, Éditions du Rocher, coll. « Thriller » (2000)  (ISBN 2-268-03741-X), réédition Le Grand livre du mois (2000)  (ISBN 2-7028-6151-2), réédition Pocket, coll. « Presses-Pocket » no 11346 (2003)  (ISBN 2-266-11399-2)
- Compulsion (2002) Publié en français sous le titre Compulsion, Éditions du Rocher, coll. « Thriller » (2003)  (ISBN 2-268-04749-0), réédition Le Grand livre du mois (2003)  (ISBN 2-7028-8578-0), réédition Pocket, coll. « Presses-Pocket » no 12197 (2004)  (ISBN 2-266-14213-5)
- Psychopath (2003) Publié en français sous le titre Psychopathe, Éditions du Rocher, coll. « Thriller » (2004)  (ISBN 2-268-05230-3), réédition Gallimard, coll. « Folio policier » no 454 (2007)  (ISBN 978-2-07-033853-5)
- Murder Suicide (2004) Publié en français sous le titre Suicidaire, Éditions du Rocher, coll. « Thriller » (2006)  (ISBN 2-268-05679-1), réédition Gallimard, coll. « Folio policier » no 499 (2008)  (ISBN 978-2-07-033945-7)
- The Architect (2005) Publié en français sous le titre L'Architecte, Éditions du Rocher, coll. « Thriller » (2007)  (ISBN 978-2-268-06124-5), réédition Gallimard, coll. « Folio policier » no 546 (2009)  (ISBN 978-2-07-034887-9)

### Autres ouvrages[4]
- Medical School: Getting In, Staying In, Staying Human (1987)
- How to Cope with Depression (1989)
- To Wrestle With Demons: A Psychiatrist Struggles to Understand His Patients and Himself (1992)
- Anatomy of a Psychiatric Illness: Healing the Mind and Brain (1993)
- The Strange Case of Dr. Kappler: The Doctor Who Became a Killer (1994)
- Without Mercy: The Shocking True Story of a Doctor Who Murdered (1996)
- Inside the Mind of Scott Peterson (2005)
- Living the Truth: Transform Your Life Through the Power of Insight and Honesty (2007)
- The 7: Seven Wonders That Will Change Your Life (2011) (coécrit avec Glenn Beck)
- Inside the Mind of Casey Anthony: A Psychological Portrait (2011)

## Source
- Claude Mesplède (dir.), Dictionnaire des littératures policières, vol. 1 : A - I, Nantes, Joseph K, coll. « Temps noir », 2007, 1054 p. (ISBN 978-2-910-68644-4, OCLC 315873251).